# オリンピックのマーシャル諸島選手団
オリンピックのマーシャル諸島選手団（オリンピックのマーシャルしょとうせんしゅだん）は、夏季オリンピックには、2008年北京オリンピックから参加している。冬季オリンピックにはまだ参加していない。

## 概要
オリンピックでのメダルの獲得はまだ果たしていない。

## メダル獲得数一覧

### 夏季オリンピック
| 大会名                | 金 | 銀 | 銅 | 計 |
| 2008 北京             | 0  | 0  | 0  | 0  |
| 2012 ロンドン         | 0  | 0  | 0  | 0  |
| 2016 リオデジャネイロ | 0  | 0  | 0  | 0  |
| 2020 東京             | 0  | 0  | 0  | 0  |
| 2024 パリ             | 0  | 0  | 0  | 0  |
| 合計                  | 0  | 0  | 0  | 0  |